# Ottavio Boldoni

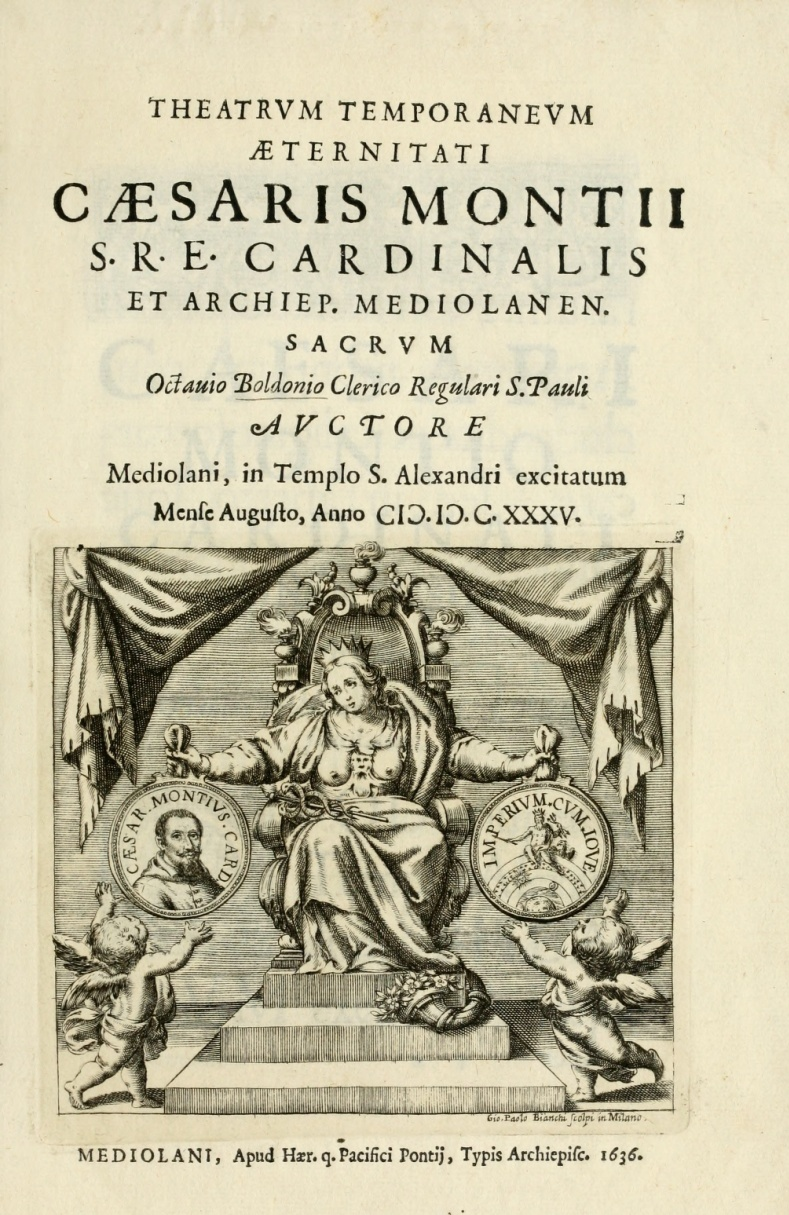
Frontispicio de Theatrum Temporaneum Æternitati Cæsaris Montii S. R. E. Cardinalis et Archiep. Mediolanen. de Ottavio Boldoni con grabados de Giovanni Paolo Bianchi, Milán, 1636.

Ottavio Boldoni (c. 1600-1680) fue un religioso y humanista italiano, sacerdote de la Orden de Clérigos Regulares de San Pablo (barnabitas), obispo de Teano y primer custodio de la Biblioteca Vaticana.
Nacido probablemente en Bellano en el seno de una familia noble con inclinaciones humanísticas, estudió latín y griego en Milán antes de ingresar en 1616 en la orden de los barnabitas. Enseñó elocuencia en Asti y Milán. Fue superior de su orden en Perugia y Pisa y en 1653 tutor de Cosme III de Médici. Designado obispo de Teano en 1661, culminó su carrera como primer custodio de la Biblioteca Vaticana, cargo para el que fue designado por el papa Clemente IX.
Profesor de retórica, fundó academias en Milán y Pescia y publicó un manual dedicado a la materia (Extemporalium Rhetoricorum, Roma, 1652), ampliado en 1674 (Extemporalium Rhetoricorum; pars oratoria), además de dar a luz algunas de las oraciones panegíricas pronunciadas por él mismo en ocasiones solemnes, como la recogida en el Theatrum temporaneum editado en Milán en 1636 para conmemorar la entrada en la ciudad un año antes de su arzobispo, el cardenal Cesare Monti. Con grabados de Giovanni Paolo Bianchi, la edición es, a pesar de su carácter circunstancial, un libro «suntuoso», según lo define Mario Praz, buen ejemplo de las muchas publicaciones ocasionales que se editaron en el siglo del Barroco ilustradas con arcos triunfales, decoraciones efímeras y emblemas.
Fruto de sus estudios de la lengua griega es su gramática Dies Attici seu exercitationes Graecanicae (Milán, 1639) dedicada al vallisoletano Juan Arias Maldonado, del consejo real de Insubria (Lombardía).
Boldoni se interesó también por la epigrafía sobre la que publicó en Perugia en 1660 Epigraphica siue Elogia inscriptionesque quoduis genus pangendi ratio vbi de inscribendis tabulis, symbolis, clypeis, trophaeis, donariis, obeliscis, aris, tumulis, musaeis, hortis, villis, fontibus, et si qua sunt alia huiusmodi monumenta ..., dedicada a Cosme de Médici, y en Roma en 1670 su última obra editada: Epigraphae Religiosae Memoriales Mortuales..., si bien su interés por la materia no era tanto el estudio de la antigüedad cuanto proporcionar modelos para las nuevas inscripciones.